# Kadiasker

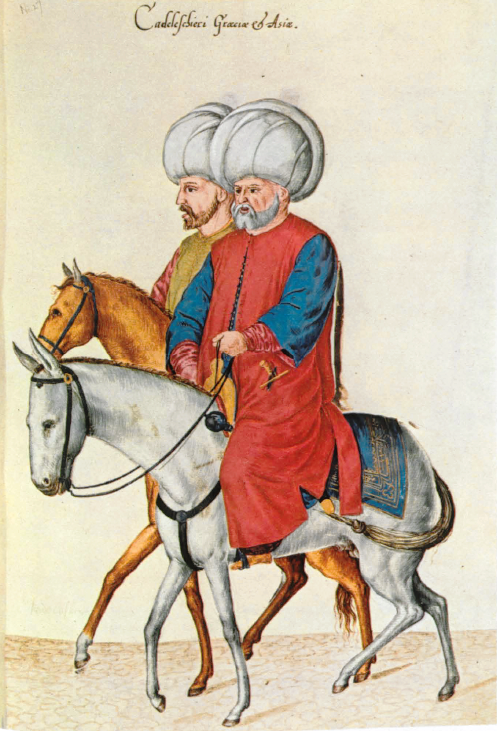
Rysunek z 1574 autorstwa Lambert de Vos przedstawiający dwóch kadiaskerów

Kadiasker (tur. Kazasker, kadıasker, osm. قاضی عسكر transkrybowane ḳāḍī'asker, w tłum. "sędzia wojskowy") – tytuł dwóch najwyższych sędziów w Imperium Osmańskim. Ich nazwa pochodzi od tego, że sądzili żołnierzy, których później sądzili tylko ich właśni oficerowie.

## Zadania
Jeden z nich, zwany Rumeli Kazaskeri zasądzał w europejskiej części Imperium osmańskiego, a drugi, zwany Anadolu Kazaskeri w jego azjatyckiej części. Byli podporządkowani wielkiemu wezyrowi i nie mieli jurysdykcji nad Stambułem. Uczestniczyli również w radzie Imperium Osmańskiego.